# Laguncularia
Laguncularia és un gènere de plantes amb flor de la família Combretaceae.

## Descripció
Són arbres que creixen als manglars, preferentment als baixos de marea fangosos. Poden créixer també però més amunt de la línia de marea més enllà de les zones inundades.
Laguncularia és un dels tres gèneres de mangles de la família Combretaceae, els altres són Conocarpus i Lumnitzera.

## Taxonomia
- Laguncularia glabrifolia C. Presl 1831
- Laguncularia martii
- Laguncularia racemosa (L.) Gaertn. 1807 (syn. Lumnitzera lutea i Lumnitzera racemosa) - mangle blanc